# Paracordyloporus diplogon
Paracordyloporus diplogon är en mångfotingart som först beskrevs av Chamberlin 1927.  Paracordyloporus diplogon ingår i släktet Paracordyloporus och familjen Chelodesmidae. Inga underarter finns listade i Catalogue of Life.